# Кримське газове родовище
Кримське газове родовище — належить до Причорноморсько-Кримської нафтогазоносної області Південного нафтогазоносногу регіону України. 

## Опис
Розташоване на шельфі Чорного моря в Північно-Кримській тектонічній зоні Каркінітсько-Північно-Кримського прогину. Проурочене до пологої брахіантикліналі субширотного простягання. Структура виявлена в 1964 р., розвідана в 1974-1976 та 1981-82 рр. Газоносні алевроліти середнього майкопу. Поклад пластовий, склепінчастий. Продуктивні інтервали 859-874 м та 868-882 м. Запаси початкові видобувні категорій А+В+С1 — 650 млн м³.